# Alfred Sotier

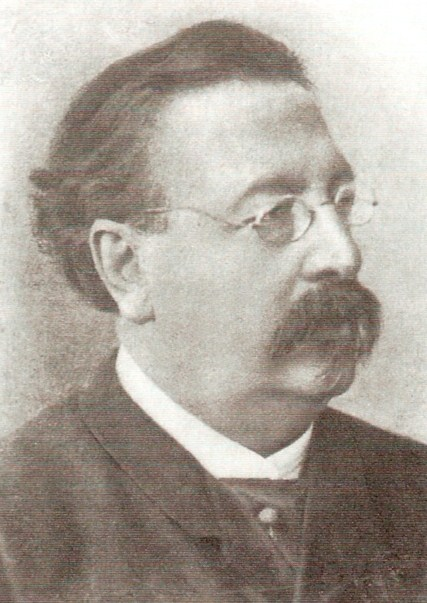
Alfred Sotier

Alfred Sotier (* 21. September 1833 in Münnerstadt, Unterfranken; † 19. November 1902 in Bad Kissingen, Unterfranken) war ein deutscher Arzt.

## Leben

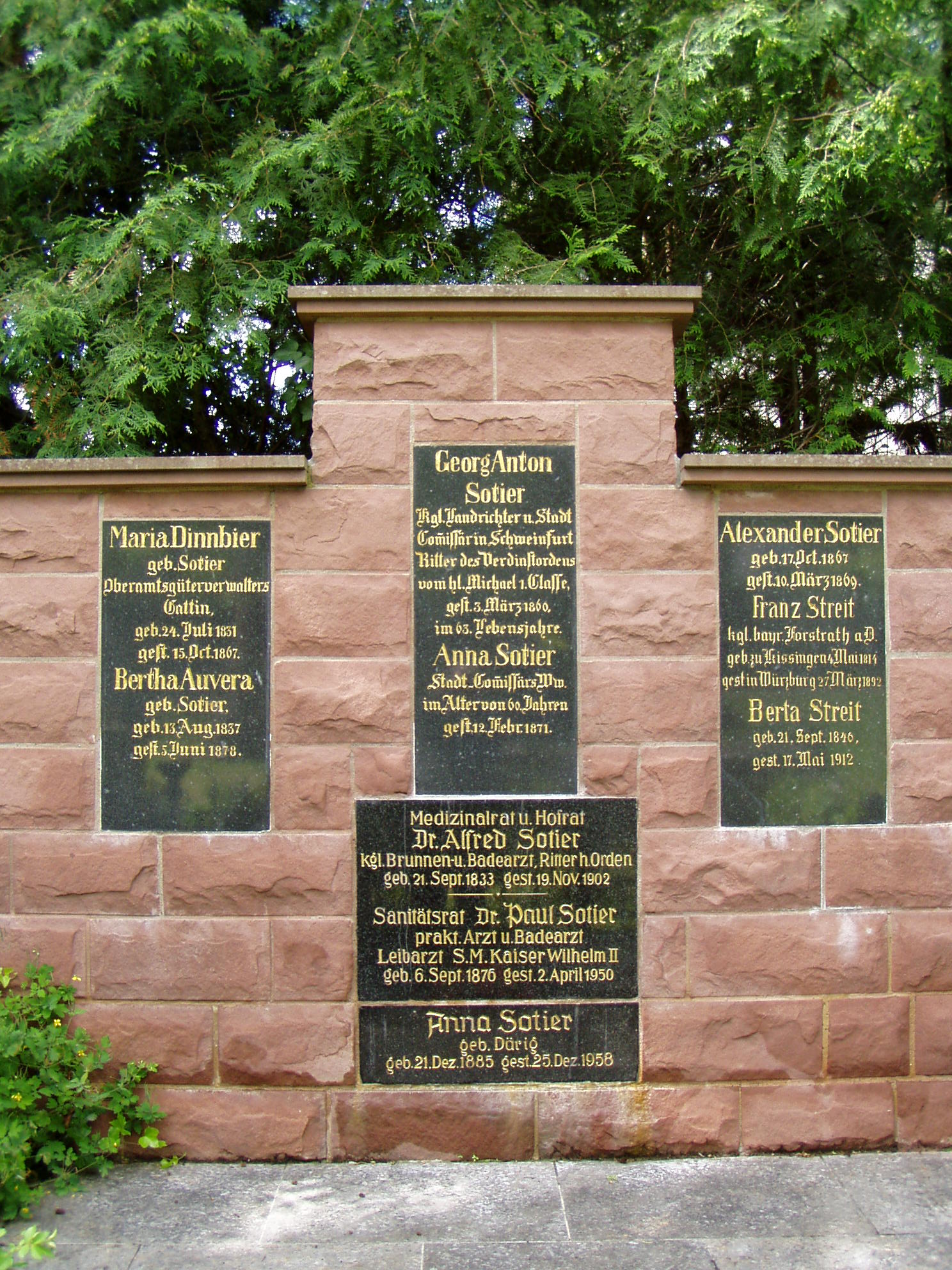
Sotier-Grabmal
(Kapellenfriedhof, Bad Kissingen)

Alfred Sotier besuchte das Gymnasium in Münnerstadt. Sein Medizin-Studium schloss er 1858 mit dem Staatsexamen ab und eröffnete seine erste Arztpraxis 1859 in Aschach. Doch schon 1865 ließ er sich in Bad Kissingen nieder.
Im Deutschen Krieg von 1866 war er als Zivilarzt tätig, wobei er auch mit Johann Nepomuk Nußbaum in München zusammenarbeitete. Sotier wurde vom bayerischen König Ludwig II. persönlich 1867 bei dessen Besuch in Kissingen für seine Kriegsdienste mit der Verleihung des Ehrentitels „Königlich bayerischer Brunnenarzt“ ausgezeichnet. Im Deutsch-Französischen Krieg von 1870/1871 war Sotier als Chirurg (Operationsarzt) tätig. Außerdem war er Bahnarzt für preußische Bahnbedienstete.
1881 verfasste er das Buch Bad Kissingen, Monographie und baute 1890 in der Stadt ein Kurhaus (Sanatorium). Er war der beratende Arzt der deutschen Kaiserin Auguste Viktoria (1889) und der österreichischen Kaiserin Elisabeth (1897, 1898) während deren Kuraufenthalt in Bad Kissingen. Auch Katharina Schratt, die „heimliche Geliebte“ von Sisis Ehemann Franz Joseph I., war seine Patientin.
Sotier war Medizinalrat, Hofrat und Träger hoher Orden. Er ist der Vater seines kurärztlichen Nachfolgers Paul Sotier (1876–1950).
Er starb am 19. November 1902 im Alter von 71 Jahren. Das Familiengrab der Sotiers befindet sich auf dem Kapellenfriedhof ihrer Heimatstadt Bad Kissingen.